# 鳌浦关帝庙
鳌浦关帝庙位于中国福建省漳州市芗城区浦南镇鳌浦村，坐西南朝东北，由前殿、天井、正殿及过水廊道等组成，建筑面积204平方米。前殿明间外檐门槛置石狮一对，门堵浮雕麒麟。正殿面阔三间，进深三柱，抬梁式梁架，硬山顶。保存有“纶恩”石匾一通，落款“康熙御笔之宝”。2013年1月28日公布为第八批福建省文物保护单位。